# Brežanec
Brežanec je selo koje je u srednjem vijeku postojalo (blizina grada Koprivnica). Spominje se 1513., 1517. i 1520. godine. Brežanec je tada imao 7 poreznih dimova. Istoimeni se posjed spominje i 1523. godine, a odgovara današnjem istoimenom južnom dijelu grada Koprivnice, između ostataka utvrde i željezničke pruge Koprivnica-Osijek. Danas na mjestu nekadašnjeg sela Brežanec postoje ulice Stari Brežanec, Novi Brežanec, Gorička, Magdalenska, Petra Svačića, Dore Pejačević, Katarine Zrinski i Beč.